# امشرج (لودر)

تعديل مصدري - تعديل

امشرج هي إحدى قرى عزلة زارة بمديرية لودر التابعة لمحافظة أبين، بلغ تعداد سكانها 189 نسمة حسب تعداد اليمن لعام 2004.